# マリン・アニチッチ
マリン・アニチッチ（ボスニア語: Marin Aničić、1989年8月17日 - ）は、ボスニア・ヘルツェゴビナの元サッカー選手。元ボスニア・ヘルツェゴビナ代表。現役時代のポジションはDF。

## クラブ歴
HŠKズリニスキ・モスタルの下部組織出身で2008年、18歳でトップチームで初出場した。その後、2014年まで6シーズン在籍した。
2014年2月5日にカザフスタン・プレミアリーグのFCアスタナに移籍。
2019年8月2日、トルコのコンヤスポルに2年契約で移籍。
2022年6月、FKサラエヴォに移籍。

## 代表歴
U-21代表として18試合に出場しており、U-21代表としては有数の出場数を誇った。
A代表に初招集されたのは2015年9月のベルギー代表、アンドラ代表戦で、かつてのチームメイトであるトニ・シュニッチとのコンビも期待されたが、出場とはならなかった。その後、2015年内の試合全てで代表には招集されたものの、負傷による欠場やベンチが相次ぎ同年内に初出場を飾る事が出来なかった。翌2016年3月25日のルクセンブルク代表との親善試合でスターティングイレブンに名を連ね代表初出場、この試合にフル出場した。

## 個人成績
2016年8月26日現在

### クラブ
| 2008-09      | ズリニスキ・モスタル     |                          | プレミイェル | 11       | 0                 |            |            |          |          |
| 2009-10      | ズリニスキ・モスタル     |                          | プレミイェル | 23       | 1                 |            |            |          |          |
| 2010-11      | ズリニスキ・モスタル     |                          | プレミイェル | 27       | 0                 |            |            |          |          |
| 2011-12      | ズリニスキ・モスタル     |                          | プレミイェル | 24       | 3                 |            |            |          |          |
| 2012-13      | ズリニスキ・モスタル     |                          | プレミイェル | 23       | 1                 | 4          | 0          | 27       | 1        |
| 2013-14      | ズリニスキ・モスタル     |                          | プレミイェル | 16       | 0                 | 0          | 0          | 16       | 0        |
| カザフスタン | カザフスタン             | カザフスタン             | カザフスタン | リーグ戦 | リーグ戦          | オープン杯 | オープン杯 | 期間通算 | 期間通算 |
| 2014         | アスタナ                 | 5                        | プレミア     | 27       | 0                 | 2          | 0          | 29       | 0        |
| 2015         | アスタナ                 | 5                        | プレミア     | 29       | 0                 | 3          | 0          | 32       | 0        |
| 2016         | アスタナ                 | 5                        | プレミア     | 21       | 2                 | 1          | 0          | 23       | 2        |
| 通算         | ボスニア・ヘルツェゴビナ | ボスニア・ヘルツェゴビナ | プレミイェル | 124      | 5\|\|\|\|\|\|\|\| |            |            |          |          |
| 通算         | カザフスタン             | カザフスタン             | プレミア     | 77       | 2                 | 6          | 0          | 83       | 2        |
| 総通算       | 総通算                   | 総通算                   | 総通算       | 201      | 7\|\|\|\|\|\|\|\| |            |            |          |          |

### 代表
| ボスニア・ヘルツェゴビナ代表 | ボスニア・ヘルツェゴビナ代表 | ボスニア・ヘルツェゴビナ代表 |
| 年                           | 出場                         | 得点                         |
| ---------------------------- | ---------------------------- | ---------------------------- |
| 2016                         | 1                            | 0                            |
| 計                           | 1                            | 0                            |

## タイトル
ズリニスキ・モスタル
- プレミイェル・リーガ: 2008–09

アスタナ
- カザフスタン・プレミアリーグ: 2014, 2015, 2016, 2017, 2018
- カザフスタン・スペルクボグィ: 2015, 2018, 2019
- カザフスタン・クボグィ: 2016